# Bayan Mangha
Bayan Mangha (kinesiska: 巴彦茫哈, 巴彦茫哈苏木) är en socken i Kina. Den ligger i den autonoma regionen Inre Mongoliet, i den norra delen av landet, omkring 910 kilometer nordost om regionhuvudstaden Hohhot.
Genomsnittlig årsnederbörd är 575 millimeter. Den regnigaste månaden är juli, med i genomsnitt 133 mm nederbörd, och den torraste är januari, med 4 mm nederbörd.